# Alexandre Manzan

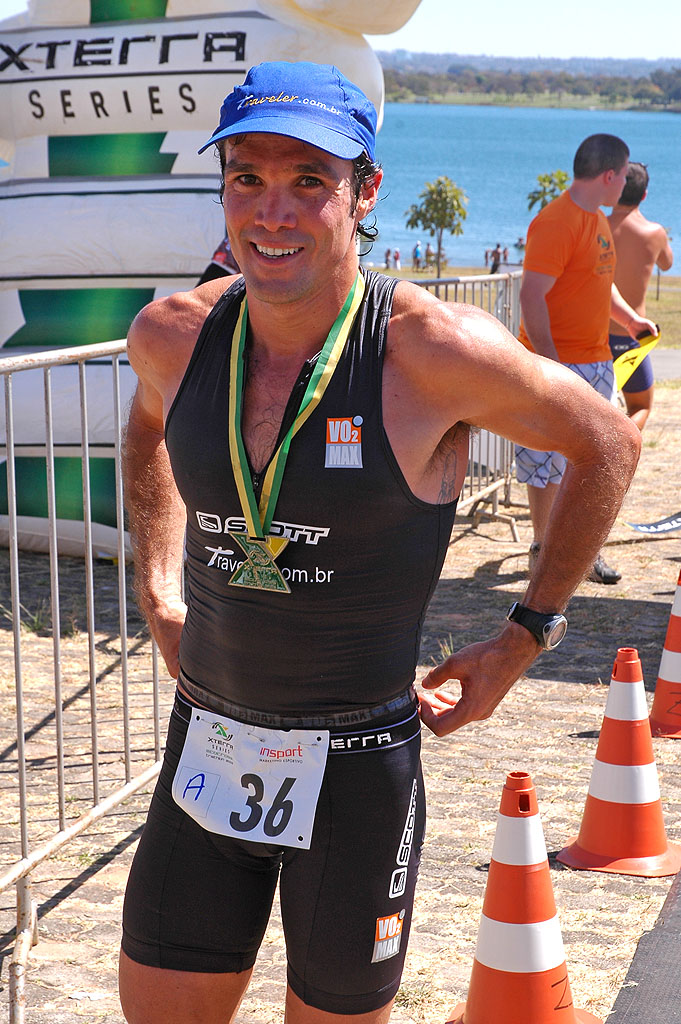
Alexander Manzan após vencer a edição 2009 do evento de triatlo Brasília XTerra

Alexandre Manzan (Brasília, 5 de junho de 1974) é um triatleta brasileiro.  
Manzan é tricampeão pan-americano de Triathlon, campeão sul- americano e campeão mundial de duathlon.

## História
Alexandre Manzan é triatleta desde 1990. Iniciou no triatlo tradicional, passou pelo Ironman Triathlon, Corrida de aventura, Triathlon cross country e Corrida de montanha. Atuando como atleta durante 15 anos, venceu três etapas do circuito da União Internacional de Triathlon (ITU).
Desde 2002, trabalha como técnico de triatlo e corrida de montanha. Também se dedica ao triathlon cross country, à corrida de montanha e a eventuais expedições de trekking, canoagem e bicicleta.
Em 2009 Manzan venceu o circuito nacional do triathlo cross country modalidade XTerra
É formado em Educação física e Geografia.

## Principais conquistas[3][5]
- Bicampeão pan-americano júnior de triathlon (1993/94)
- Campeão mundial de duathlon (Tasmânia, 1994)
- Vice-campeão do circuito mundial de triathlon (1996)
- Campeão de duas etapas do circuito mundial de triatlo (Ilhéus e Gamagori - 1996 e 1998
- Campeão sul-americano de triatlo (1998)
- Tri-campeão meio-ironman triathlon {Pirassununga)[6]
- Pentacampeão brasileiro de triatlo cross country (2006-2010)